# Holmenkollen

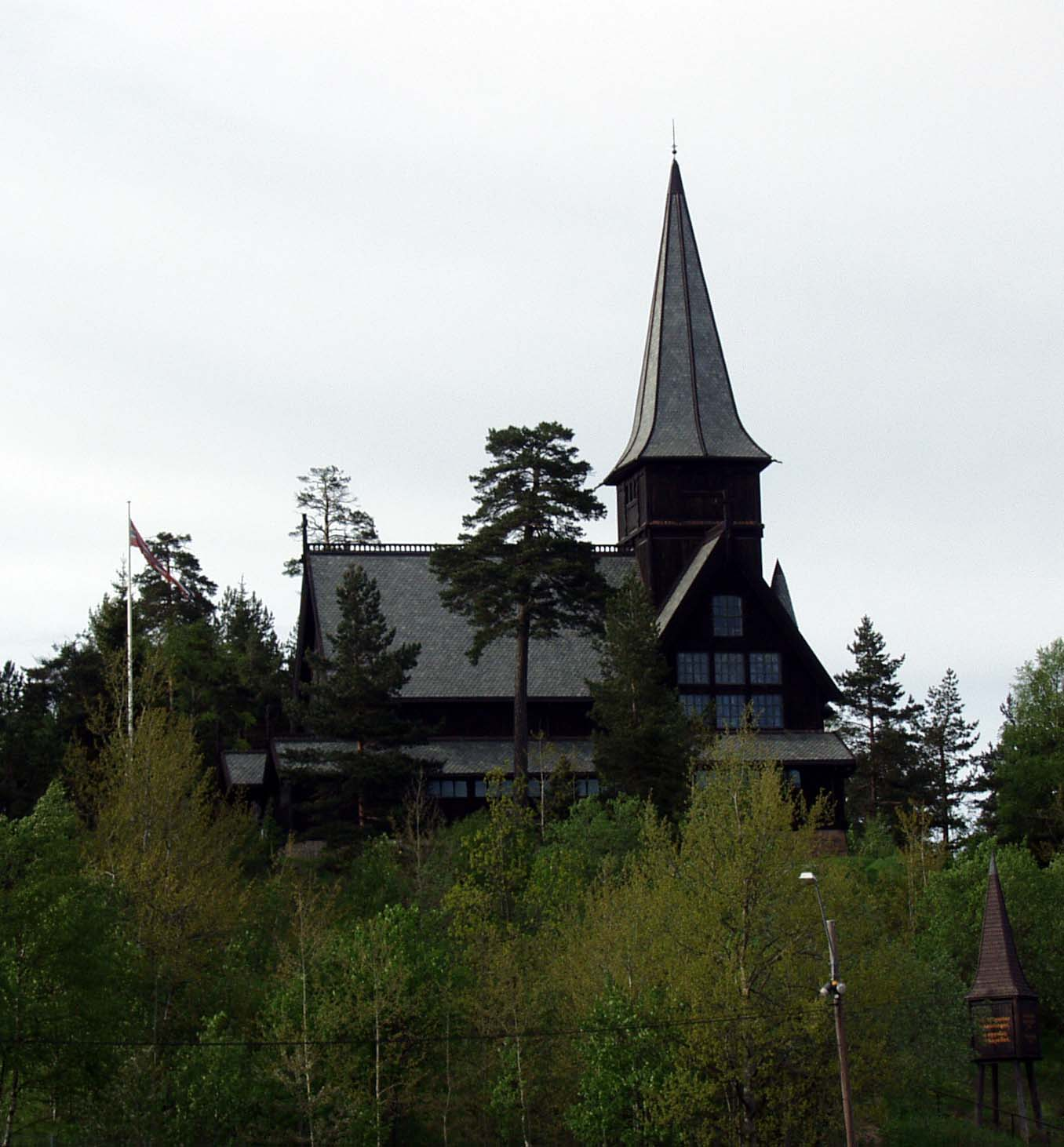
Kaplica Holmenkollen w roku 2005

Holmenkollen – położone w dzielnicy Vestre Aker, na zalesionym wzgórzu przedmieście Oslo, na terenie stanowiącym ważną część norweskiej i międzynarodowej historii narciarstwa. Znajdująca się tu ponad 100-letnia skocznia Holmenkollbakken (z umieszczonym pod nią bunkrem, będącym w czasach zimnej wojny – do 1986 r. – tajnym centrum dowodzenia NATO na wypadek wojny z ZSRR) była narodowym pomnikiem i jedną z największych atrakcji turystycznych: odwiedzało ją corocznie ponad milion osób. Została zburzona pod koniec 2008 roku. Jednak na jej miejscu została zbudowana nowa skocznia specjalnie na Mistrzostwa Świata w Narciarstwie Klasycznym 2011. Pierwszy oficjalny skok na nowej skoczni 3 marca 2010 r. oddała Anette Sagen.
Corocznie w Holmenkollen odbywa się Międzynarodowy Festiwal Narciarski „Tydzień Holmenkollen” (Holmenkollen Ski Festival) w konkurencjach klasycznych, będący niemal drugim świętem narodowym. Tutaj także kończy się Turniej Nordycki w skokach i rozgrywane są inne zawody (m.in. biathlon, biegi narciarskie czy kombinacja norweska) w ramach Pucharu Świata. Cały kompleks jest popularny również latem, dzięki znajdującemu się pod skocznią muzeum, wspaniałemu widokowi rozciągającemu się na jej szczycie oraz napełnianemu wodą podnóżu.

## Centrum biathlonowe
Oslo-Holmenkollen było sześciokrotnie gospodarzem mistrzostw świata w biathlonie (w latach 1986, 1990, 1999, 2000, 2002 oraz 2016).
Regularnie odbywają się tam zawody zaliczane do klasyfikacji Pucharu Świata. Mimo że w 1952 roku odbyły się tu zimowe igrzyska olimpijskie, biathlon nie był wtedy w programie zawodów.

## Dojazd
Do Holmenkollen można dojechać pociągiem linii metra Holmenkollen (linia nr 1) wysiadając na stacji Holmenkollen albo Besserud.
W roku 1992 artysta blackmetalowy Varg Vikernes podpalił kaplicę Holmenkollen.      